# Dhahabiyya
Le Dhahabiyya (ذهبية) est un ordre Soufi en Iran. 

## Historique
Il émane de l’ordre Kubrâwiyya fondé par Najm al-Dîn Kubrâ (1145-1220).